# المجلس الاقتصادي والاجتماعي (تونس)

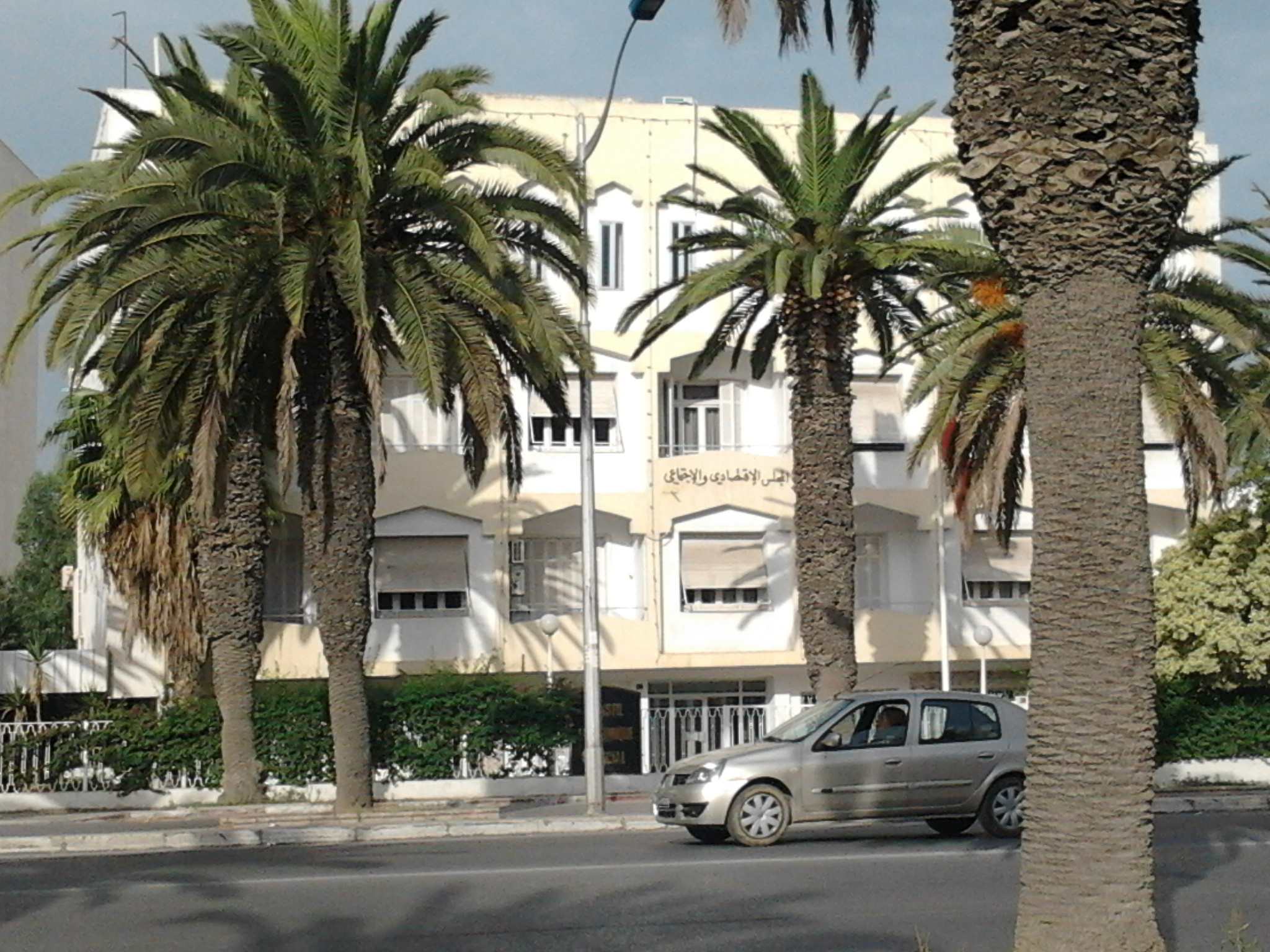
مقر في المجلس في شارع محمد الخامس في تونس العاصمة.

المجلس الاقتصادي والاجتماعي (بالفرنسية: Conseil économique et social)‏ هي هيئة استشارية تونسية أنشئت حسب الفصل 70 من دستور تونس 1959 وتم حله في 2011 عملا بالمرسوم عدد 14 لسنة 2011 مؤرخ في 23 مارس 2011 يتعلق بالتنظيم المؤقت للسلط العمومية، قبل أن يحذف نهائيا في دستور تونس 2014.

يرجع المجلس إداريا إلى رئاسة الحكومة، وكان أول مجلس من هذا النوع ينشأ في أفريقيا والوطن العربي. أسس المجلس عليا في 1961، وكان أول رئيس له هو عز الدين العباسي وذلك حتى 1969، ثم ثانية بين 1973 و1975. آخر رئيس له هو الصادق شعبان الذي بدأ مهامه في 22 مارس 2007 معوضا الدالي الجازي الذي توفي في 9 مارس من نفس السنة.

يقع مقره في شارع محمد الخامس في تونس العاصمة.

## المهام
جاء نص الفصل 70 من الدستور كما يلي:
يتم استشارة المجلس وجوبا في مشاريع القوانين ذات الطابع الاقتصادي والاجتماعي، والنصوص المعدلة لها، والنصوص المتعلقة بالتنمية وتقارير خططها، والمواضيع الاقتصادية والميزانيات.

يمكن للحكومة ومجلس النواب استشارته كذلك في مشاريع قوانين أخرى. يمكن للمجلس كذلك أن يدرس من ملئ إرادته المسائل الاقتصادية والاجتماعية وإبداء رأيه فيها، إلى جانب دوعة الحكومة إلى القيام بإصلاحات يراها مناسبة، وكذلك إرسال تقارير إلى رئيس الجمهورية التونسية.

المجلس لديه علاقات صداقة وعمل مع عشرات المجالس المماثلة له في العديد من الدول. من جهة أخرى، هو عضو مؤسس للجمعية الدولية للمجالس الاقتصادية والاجتماعية والهيئات المماثلة والذي كان أيضا عضو مجلس إدارتها. وأخيرا، هو عضو في اتحاد المجالس الاقتصادية والاجتماعية في أفريقيا منذ 1994.

## الرؤساء
رؤساء المجلس هم:
- 1961 - 1969: عز الدين العباسي
- 1969 - 1973: ؟
- 1973 - 1975: عز الدين العباسي
- 1975 - 1985: ؟
- 1985 - 1991: محمد الناصر
- 1991 - 1999: ؟
- 1999 - 2004: علي الشاوش
- 2004 - 2005: عبد الله القلال
- 2005 - 2007: الدالي الجازي
- 2007 - 2011: الصادق شعبان

## روابط خارجية
- مرسوم عدد 14 لسنة 2011 مؤرخ في 23 مارس 2011 يتعلق بالتنظيم المؤقت للسلط العمومية، بوابة-التشريع.تونس، 23 مارس 2011.